# 別列佐夫斯基
別列佐夫斯基（羅馬化：Berezovskiy）是俄羅斯大姓；這裏列出此姓氏的俄羅斯人物，烏克蘭和波蘭人物已收錄至貝雷佐夫斯基。
- 鲍里斯·别列佐夫斯基
  - 鲍里斯·阿布拉莫维奇·别列佐夫斯基
  - 鲍里斯·瓦季莫维奇·别列佐夫斯基
- 丹尼斯·別列佐夫斯基
- 奧列斯特·別列佐夫斯基
  - 欧诺菲力（俗名奧雷斯特·別列佐夫斯基；1944年—），烏克蘭大主教
  - 奧列斯特·伊萬諾維奇·別列佐夫斯基（1941年—2022年），烏克蘭外科醫師

|  | 本页或本分段罗列了姓氏为「別列佐夫斯基」的人物。 如果是一个指代特定个人的内链将您引导到本页，請考慮修正該人物的名字以將链接指向正確的條目。 |